# Krummasel
Krummasel (früher Crummasel) ist ein Ortsteil der Gemeinde Küsten in der Samtgemeinde Lüchow (Wendland) im niedersächsischen Landkreis Lüchow-Dannenberg.  Der Rundling ist noch als solcher erkennbar, ist im Laufe der Zeit aber deutlich verändert worden. Störend sind dabei der Durchbruch der Straße in Richtung Norden nach Breselenz und die Ortserweiterung im Süden des Rundlings. Die Kirche liegt westlich des Rundlings am Dorfrand.

## Lage
Der Ort liegt 9 km nordwestlich von Lüchow nördlich der Kreisstraße von Lübeln nach Metzingen am Nordrand eines Geestrückens zwischen dem Grabower und dem Lübelner Mühlenbach.

## Geschichte
Die älteste Erwähnung Krummasels findet sich 1289 als Gromaßle. Mit anfänglich acht Hakenhöfen entwickelt sich der Rundling bis ins 18. Jahrhundert mit 23 Feuerstellen zu einem für wendländische Verhältnisse großen Ort. 18 Höfe gliedern sich um den von Süden zugänglichen Dorfplatz. Die anderen Hofstellen mit Pfarrhaus, Schule, Gasthaus und Schmiede sind am westlichen Dorfausgang um die Kirche herum gruppiert. 1903 wird eine Freiwillige Feuerwehr gegründet. Die Schule wurde 1967 geschlossen. Im Rahmen der Gemeindegebietsreform wurde 1972 die bis dahin selbstständige Gemeinde Krummasel zu einem Ortsteil von Küsten. Die Einwohnerzahl nahm in den letzten 150 Jahren von über zweihundert (1848) auf unter rund achtzig Einwohnern ab. Die Ortsfeuerwehr fusionierte 2009 mit der Freiwilligen Feuerwehr Tüschau. Das Feuerwehrhaus steht in Tüschau.

## Kirche

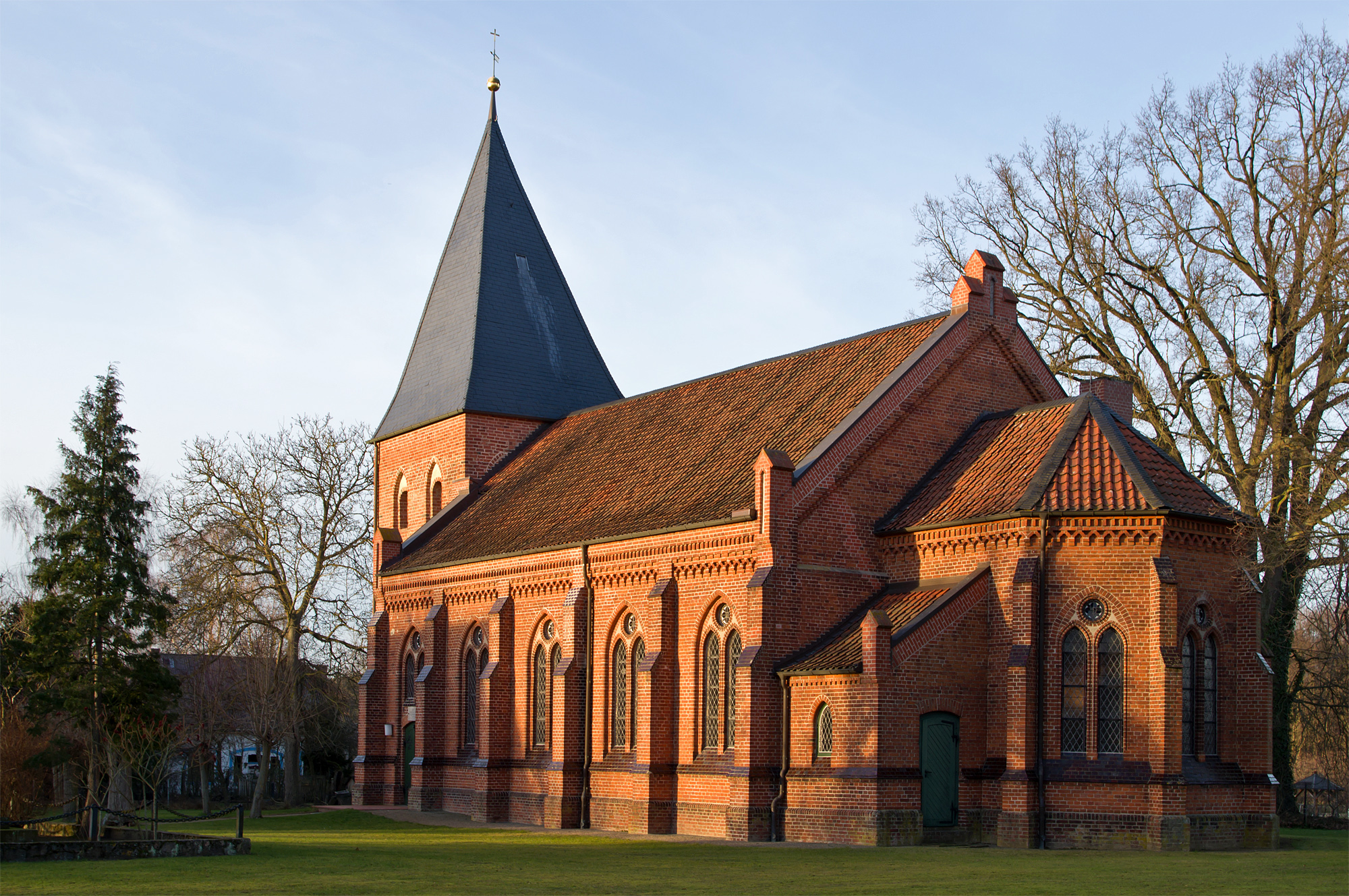
Christuskirche Krummasel

Krummasel ist vermutlich seit dem 12. Jahrhundert ein Kirchort. Die Kirche bestand ursprünglich aus Feld- und Backsteinen. 1895 wurde die heutige Christuskirche unter der Bauleitung von Conrad Wilhelm Hase errichtet. Der Kirchenneubau erhielt eine Orgel von Furtwängler & Hammer aus Hannover. Die Kirchgemeinde Krummasel war früher mit Wittfeitzen vereinigt. Ab 1957 war die Kirchgemeinde mit Küsten verbunden. Heute hat sie mit den Kirchengemeinden Küsten, Meuchefitz, Zebelin und Wittfeitzen ein gemeinsames Pfarramt in Küsten.